# Xian de Tangyin
Le xian de Tangyin (汤阴县 ; pinyin : Tāngyīn Xiàn) est un district administratif de la province du Henan en Chine. Il est placé sous la juridiction de la ville-préfecture d'Anyang.

## Histoire
Jadis la ville fut appelée Xihe (西河) et fut la capitale de la Chine sous les règnes des rois Jin, Kong Jia, Gao et Fa de la légendaire dynastie Xia.

## Démographie
La population du district était de 440 415 habitants en 1999.